# Camilla Maibom
Camilla Lefoli Maibom (født d. 5. juli 1990 i Svendborg) er en dansk håndboldspiller, der spiller for Ringkøbing Håndbold i Damehåndboldligaen. Hun har tidligere optrådt for Nykøbing Falster Håndboldklub, GOG/HC Odense og Silkeborg-Voel KFUM.
Hun har op til flere U-landsholdskampe på CV'et.
Udover håndbolden har Camilla Maibom uddannet sig til sygeplejerske.